# یهودیه

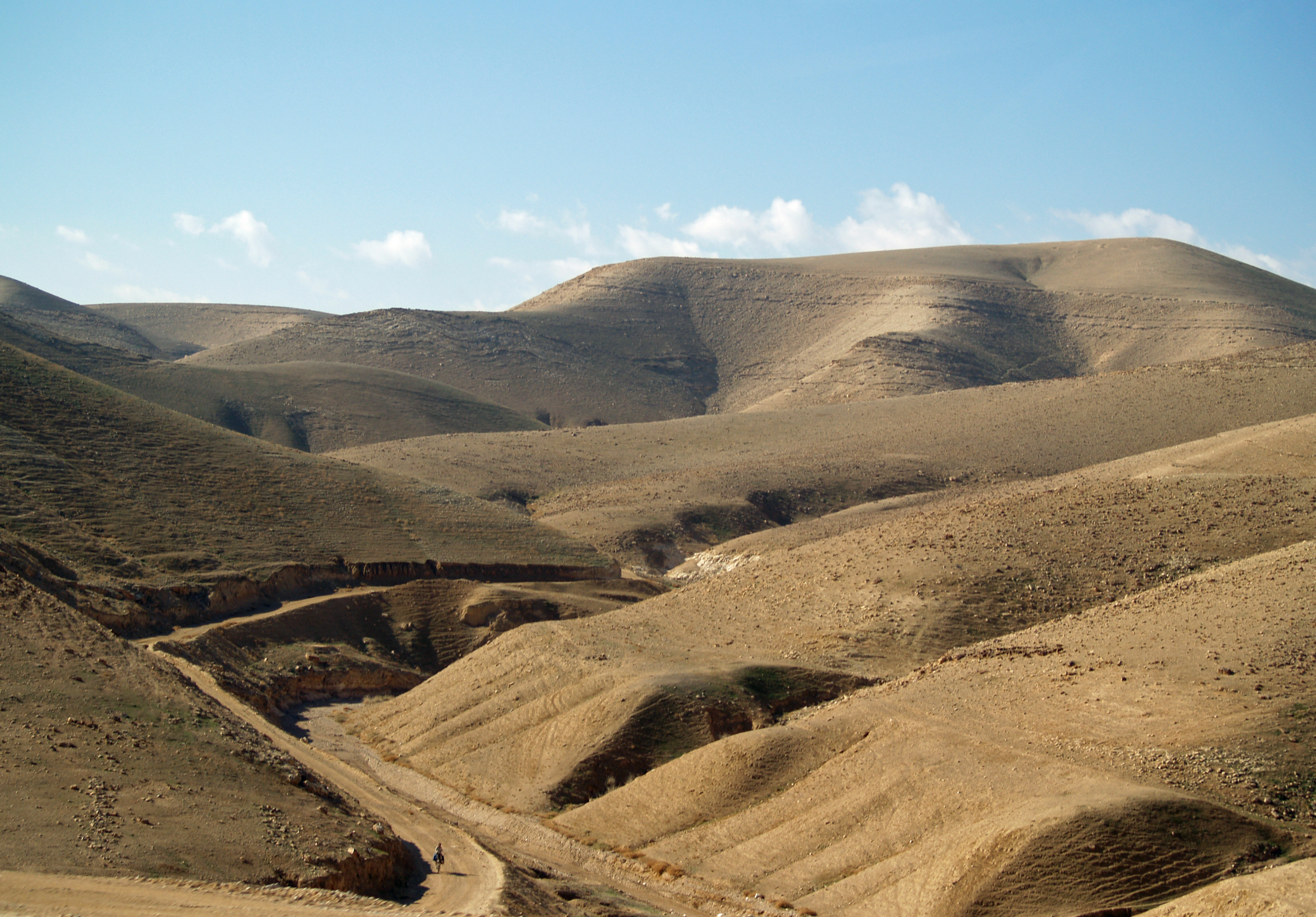
تپه‌های یهودیه

یهودیه (به عبری: יהודה)، (به یونانی: Ιουδαία)، (به لاتین: Iudæa) نام بخش کوهستانی جنوب سرزمین تاریخی فلسطین است. امروزه این بخش میان دولت خودگردان فلسطین و اسرائیل قرار دارد. گاه در برخی بخش‌بندی‌های جغرافیایی بخشی از اردن را نیز جزء سرزمین باستانی یهودیه می‌دانند.
زیست بشری در این سرزمینی به عصر سنگ بازمی‌گردد و در دورهٔ تاریخی شاهد دودمان‌ها و رویدادهایی چون کنعانیان، پادشاهی یهودا، بابلیان، هخامنشیان، مقدونیان، بطلمیوسیان، سلوکیان، حشمونیان، رومیان، بیزانس، عربهای مسلمان، جنگ‌های صلیبی، عثمانی، استعمار انگلستان و جنگ‌های اعراب و اسرائیل بوده‌است.